# Coronatus
Coronatus est un groupe de metal gothique allemand, originaire de Ludwigsburg.

## Biographie

### Première décennie (1999–2009)
Coronatus est formé en 1999 par Georgios Grigoriadis et Mats Kurth, et le single Von Englen nur est enregistré en 2003. Grigoriadis quitte le groupe à la fin de 2004 et, avec Kurth, le groupe accueille deux nouvelles chanteuses, Carmen R. Schäfer et Verena Schock. Fabian Merkt (orgue) les rejoint au début de 2006, ainsi que Stefan Häfele (guitare) et Wolle Nillies (basse) plus tard en 2006. Verena Schock quitte en 2007 et est remplacée par Ada Flechtner.
Le premier contrat de Coronatus est signé en juin 2007 avec le label Massacre Records, et leur premier album, intitulé Lux Noctis, est publié le 21 septembre 2007. Un an plus tard, en 2008, leur deuxième album, Porta Obscura, est publié le 28 novembre. Coronatus assure aussi la première partie de plusieurs autres groupes tels que Haggard et Within Temptation. En 2009, Coronatus donne une représentation au Metal Female Voices Festival en Belgique, entre autres avec Doro, Epica, Leaves Eyes et Tarja Turunen.

### DeTerra IncognitaàRaben im Herz(depuis 2010)
Au début de 2010, Lisa Lasch quitte le groupe, et est remplacée par Ada Flechtner pour les concerts. En fin juin 2010, le groupe annonce sur la page d'accueil de son site web l'arrivée de la nouvelle chanteuse Natalia Kempin. Le 21 juin 2010, le groupe annonce un second chanteur, Mareike Makosch. En juin 2010, Dirk R. Baur devient le nouveau bassiste. À la suite de ces changements de formation, le groupe commence l'écriture d'un nouvel album. En février 2011, Kempin quitte le groupe. Coronatus joue quelques concerts avec Haggard avec Ada Flechtner comme soprano et Mareike Makosch. Ils jouent dans les villes allemandes de Berlin, Munich, Francfort, Karlsruhe, et Hambourg. En août 2011, Coronatus retourne en studio pour enregistrer l'album Terra Incognita. 
Le groupe sort l'album Recreatio Carminis en octobre 2013. Carmen R. Lorch devient la troisième chanteuse du groupe. Ally Storch se produit en tant que musicien invité. Ils sortent leur nouvel album, Cantus Lucidus, en 2014, suivi en décembre 2015 de Raben im Herz.

## Style musical
Coronatus va dans la lignée de Nightwish et Epica. Leurs chansons sont en allemand, anglais et latin, et parlent de la vie, de la religion et de la mort. Leur musique est mélodique et rythmique et s'oriente vers le metal gothique,. Avec leur album Fabula Magna leur genre se rapproche du folk metal.

## Membres

### Membres actuels
- Mats Kurth - batterie (depuis 1999)[4]
- Carmen R. Lorch - chant (2004-2010, depuis 2013)[4]
- Pinu'u Remus - claviers, orchestre (depuis 2013)[4]
- Olivér D. - guitare (depuis 2014)[4]
- Anny Maleyes - chant (depuis 2014)[4]

### Anciens membres
- Georgios Grigoriadis - chant (1999-2003)[4]
- Martin Goes - basse (2002-2003)[4]
- Oliver Szczypula - guitare (2002-2003)[4]
- Tanja Ivenz - chant (2002-2003)[4]
- Chriz DiAnno - basse (2004-2009)[4]
- Clarissa Darling - guitare (2004-2005)[4]
- Verena Schock - chant (2004-2005)[4]
- Jo Lang - guitare (2005-2011)[4]
- Wolle Nillies - guitare (2005-2006)[4]
- Fabian Merkt - claviers (2005-?)[4]
- Ada Flechtner - chant (2005-2009, 2011-2014)[4]
- Viola Schuch - chant féminin (2005-2006)[4]
- Michael Teutsch - basse (2006)[4]
- Stefan Häfele - guitare (2006)[4]
- Jakob Thiersch - guitare (2006)[4]
- Todd Goldfinger - basse (2009-2010)[4]
- Aria Keramati Noori - guitare (2009-2014)[4]
- Lisa Lasch - chant (2009-2010)[4]
- Dirk Baur - basse (2010-2014)[4]
- Mareike Makosch - chant (2010-2014)[4]
- Natalia Kempin - chant (2010-2011)[4]
- Simon Hassemer - claviers (2011-2013)[4]

## Discographie

### Albums studio
- 2007 : Lux Noctis
- 2008 : Porta Obscura
- 2009 : Fabula Magna
- 2011 : Terra Incognita
- 2013 : Recreatio Carminis
- 2014 : Cantus Lucidus
- 2015 : Raben im Herz
- 2017: Secrets of Nature
- 2019: The Eminence of Nature

### Compilations
- 2011 : Best of
- 2012 : Best of 2007-2011

### Démos
- 2002 : Von Engeln nur
- 2005 : Promo CD